# Championnats d'Europe de karaté 1984
Les championnats d'Europe de karaté 1984 sont des championnats internationaux de karaté qui ont eu lieu à Paris, en France, en 1984. Cette édition a été la dix-neuvième des championnats d'Europe de karaté seniors organisés par la Fédération européenne de karaté chaque année depuis 1966 et la première à proposer une épreuve de kumite par équipe féminin. Un total de 268 athlètes provenant de dix-sept pays y ont participé.

## Résultats

### Épreuves individuelles

#### Kata
| Rang | Pays    | Karatéka          |
| ---- | ------- | ----------------- |
| 1    | Italie  | Dario Marchini    |
| 2    | Espagne | Luis Maria Sanz   |
| 3    | Espagne | Deogracias Medina |

| Rang | Pays        | Karatéka   |
| ---- | ----------- | ---------- |
| 1    | Royaume-Uni | Helen Raye |
| 2    | Espagne     | Marisa     |
| 3    | Espagne     | Sanchez    |

#### Kumite

##### Kumite masculin
| Rang | Pays       | Karatéka             |
| ---- | ---------- | -------------------- |
| 1    | Italie     | Francesco D'Agostino |
| 2    | Angleterre | Abdu Shaher          |
| 3    | Espagne    | Criado               |
| 3    | Angleterre | Tim Stephens         |

| Rang | Pays     | Karatéka      |
| ---- | -------- | ------------- |
| 1    | Finlande | Janne Timonen |
| 2    | Écosse   | David Coulter |
| 3    | Espagne  | Ricardo Abad  |
| 3    | France   | Max Dorville  |

| Rang | Pays     | Karatéka      |
| ---- | -------- | ------------- |
| 1    | Espagne  | G. Rodríguez  |
| 2    | France   | Thierry Masci |
| 3    | Écosse   | Burns         |
| 3    | Finlande | Lindstrom     |

| Rang | Pays     | Karatéka        |
| ---- | -------- | --------------- |
| 1    | Pays-Bas | Kenneth Leeuwin |
| 2    | Suisse   | Sauthier        |
| 3    | France   | Didier Moreau   |
| 3    | Pays-Bas | Fred Royers     |

| Rang | Pays       | Karatéka          |
| ---- | ---------- | ----------------- |
| 1    | France     | Claude Pettinella |
| 2    | Pays-Bas   | Otti Roethoff     |
| 3    | Angleterre | Cornwall          |
| 3    | Espagne    | José Manuel Egea  |

| Rang | Pays       | Karatéka         |
| ---- | ---------- | ---------------- |
| 1    | Angleterre | Vic Charles      |
| 2    | France     | Patrice Ruggiero |
| 3    | Écosse     | Akinlami         |
| 3    | Pays-Bas   | Nisman           |

| Rang | Pays      | Karatéka           |
| ---- | --------- | ------------------ |
| 1    | France    | Patrice Ruggiero   |
| 2    | France    | Emmanuel Pinda     |
| 3    | Allemagne | Toni Dietl         |
| 3    | Italie    | Claudio Guazzaroni |

##### Kumite féminin
| Rang | Pays   | Karatéka      |
| ---- | ------ | ------------- |
| 1    | France | Sophie Berger |
| 2    | ?      | ?             |
| 3    | ?      | ?             |

| Rang | Pays       | Karatéka       |
| ---- | ---------- | -------------- |
| 1    | Angleterre | Beverly Morris |
| 2    | ?          | ?              |
| 3    | ?          | ?              |

| Rang | Pays     | Karatéka        |
| ---- | -------- | --------------- |
| 1    | Pays-Bas | Guus van Mourik |
| 2    | ?        | ?               |
| 3    | ?        | ?               |

## Épreuves par équipe

### Kata par équipe
| Rang | Pays      |
| ---- | --------- |
| 1    | Italie    |
| 2    | Espagne   |
| 3    | Allemagne |

| Rang | Pays       |
| ---- | ---------- |
| 1    | Espagne    |
| 2    | Angleterre |
| 3    | Italie     |

### Kumite par équipe
| Rang | Pays       |
| ---- | ---------- |
| 1    | Écosse     |
| 2    | Pays-Bas   |
| 3    | Angleterre |
| 3    | Finlande   |

| Rang | Pays   |
| ---- | ------ |
| 1    | Italie |
| 2    | ?      |
| 3    | ?      |